# Поле Бродмана 16
Поле Бродмана 16 було визначене як структурний підрозділ кори головного мозку мавпи, що визначаються на основі цитоархітектоніки. Цю відносно недиференційовану кіркову зону Бродман розглядав як частину острівцевої кори через спорідненість внутрішнього мультиформного шару (VI) огорожею (VICl). Ламінарна (пошарова) структура кори в цій ділянці майже повністю відсутня. Молекулярний шар (I) широкий як і в полі 15 Бродмана (1905). Простір між шаром I і шаром VI складається з суміші пірамідних клітин і веретеноподібних клітин без значної кількості гранулярних клітин. Пірамідальні клітини скупчуються в зовнішній частині, щоб сформувати клубочки, схожі на ті, що помітні в первинних нюхових зонах (Бродмана-1905).
Цей термін в людському мозку стосується ділянки, знаної як періпалеокортікальний клауструм — цитоархітектонічно визначеної (агранулярної) частини острівцевої кори з крайньо-ростральним розташуванням, найближчим до огорожі (англ. claustrum) і грушоподібної ділянки (Штефан-76 ).